# ナツノカモ
ナツノカモ（1983年12月3日 - ）は落語作家・作家・演出家・俳優・エッセイスト。ナツノカモ低温劇団主宰。

## 経歴
新潟県佐渡島生まれ、東京都豊島区出身。
早稲田大学第二文学部表現・芸術系専修卒業。在学中は落語研究会に所属。
2007年4月に落語家の前座となる。2012年6月に二ツ目に昇進。2014年11月が最後の高座。休業後の2015年9月に落語家を廃業した。
2015年からコント作家・放送作家・演出家として活動。俳優として落語以外の演劇、コントに出演することがある。2020年からは落語作家として量産体制に入り、プロの落語家への作品提供も多い。
2021年より創作した落語を展示する「カモのコテン」を開催している。落語家は廃業したが、着物姿で自作の落語を口演したり、落語家との共演による会の開催は多数。

## 主な作品
- 桜の男の子（立川吉笑）
- お化けの気持ち（立川談吉）
- 明晰夢（立川吉笑、三笑亭夢丸）
- 海のはしご（立川志の春）
- 憧れの女将さん（桂優々、ご当地落語プロジェクトで創作された作品)
- 梅香の犬（入船亭扇辰）
- 妾幽霊（立川談笑）
- 絵道楽女房（柳亭こみち）
- 鯉を恋ふ（三遊亭花金、大津芸能倶楽部で創作された作品）
- 右差しの侍（柳家り助）
- 不当易者（三遊亭好二郎）
- 頬苺（柳家小もん）
- 貧乏神の良心（三遊亭花金）
- お初政五郎（立川こしら、入船亭小辰）
- 僕の影が君を選んだ（立川談吉）
- 歳（立川かしめ）
- もう、この春が来ないとしても（立川志の春、林家はな平）
- 神はずし（鈴々舎馬るこ）
- ご当地ドラマ（柳亭信楽）
- クロコダイルとヒポポタマス（吹雪の山荘編、河川敷編ほか多数）
- マグリット
- 神様みたいなこと
- 天草の猫
- 鰯地蔵
- 蛍の隠居
- 猫描き
- 鯉を恋ふ
- 貧乏円座
- 儚儚
- 白滝茶屋
- 町内の象
- 長兵衛の栗拾い
- 西瓜遊女
- 悋泥
- 二年目
- 花見雨
- 羅宇屋政談
- 浮世絵の額
- 芸者の凧
- この町の図書館も
- 続うみのはしご
- 続々うみのはしご
- 桃源郷
- はっぴーえんど
- 非明晰夢
- 夢の夏雪
- 架空の君の作り方
- ベルヌーイ
- よたろうのおまじない（子ども向け落語）
- ゆめくうバクのこわいゆめ（子ども向け落語）
- ヒポたろうくんのプレゼント（子ども向け落語）
- よたたぬ
- みみずくの聖夜
- 零人零首
- どんでん返さない
- 無人称
- Too many settings
- 恩猫
- ラジオ犬
- 散らかし屋
- ネットロードムービー
- 粗忽の面
- 雑寺物語
- ラストシネマ
- 夏雪の夢

## 出演
2014年までの出演は落語家時代のもの。

### テレビ

#### バラエティ番組
- 噺家が闇夜にコソコソ（2014年、フジテレビ）- レギュラー
- ニッポン戦後サブカルチャー史（2014年、NHK教育）- 第一回ゲスト

#### 教養番組
- 新・にっぽんの芸能「ファンタジア近江　芸能の旅」（2023年3月3日、NHK教育）

### 配信
- 新ニッポンの話芸ポッドキャスト（2023年7月以降） - ゲスト

### CM
- 東京ガス「アイデアとオムレツ」（2017年）- ナレーション

### 舞台
- ナツノカモ低温劇団（2018年〜、脚本・演出・出演）

## 脚本
- 花魁お雪と半蔵廓(2014年、共同脚本、「ショートショートフィルムフェスティバル&アジア2014」「第 18 回水戸短編映像祭」など、日本国内7つの短編映画祭にノミネート。）

## 放送作家
- 落談〜落語の噺で面白談義（2016年〜2017年、TOKYO MX）
- 落談～落語の噺で面白談義season2（2019年、TOKYO MX）

## 著作

### 単行本
- 着物を脱いだ渡り鳥[4]

### 寄稿
- 「ユリイカ」 2022年1月号　特集＝柳家小三治 「肩 ／ ナツノカモ」[5]
- 「波」 2024年2月号 「ナツノカモ／いつか再読する日のために」[6]
- 「月刊日本橋」 2024年11月号 「粋人有情」